# Armă de distrugere în masă

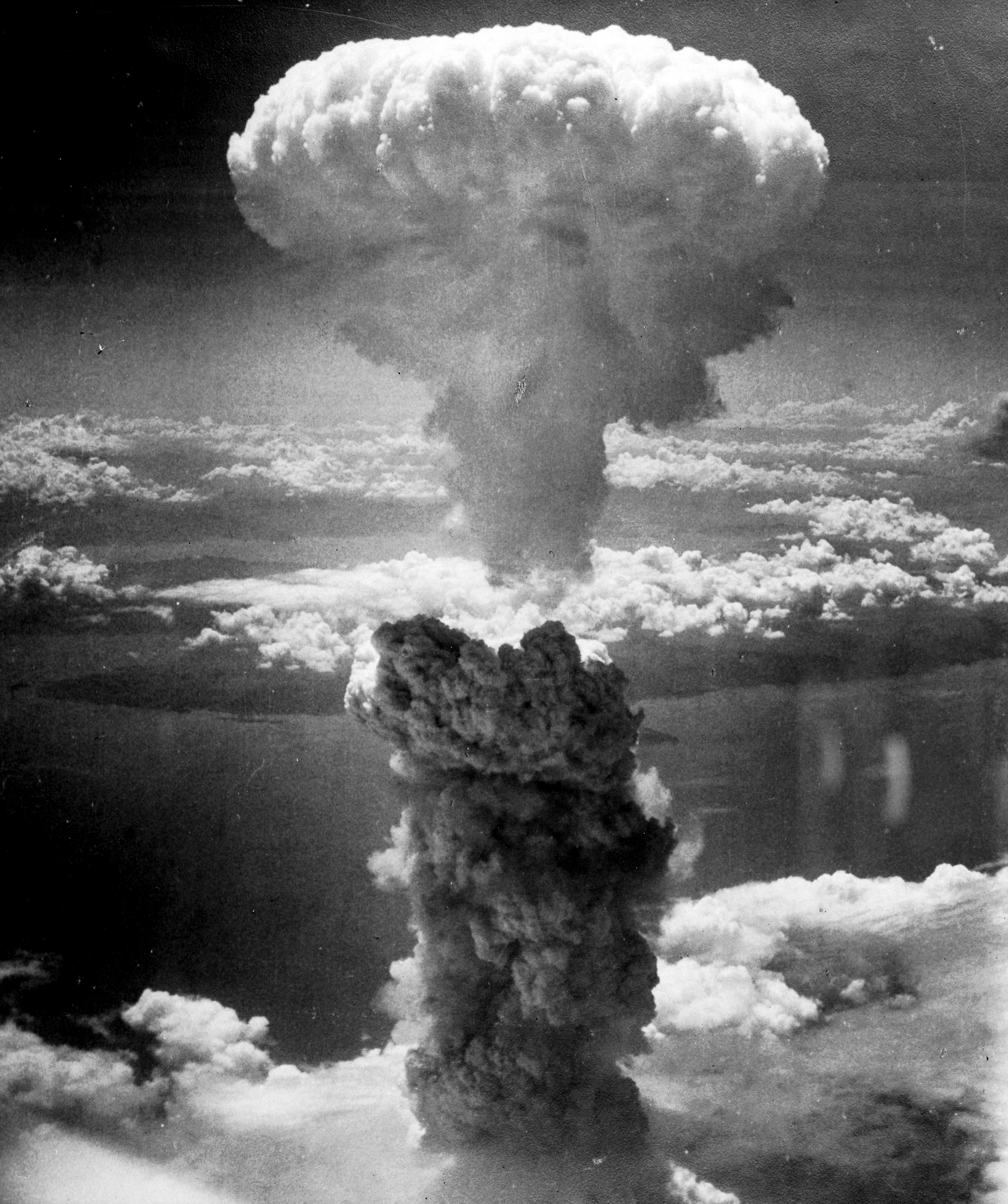
Norul în formă de ciupercă produs de explozia nucleară a bombei Fat Man deasupra orașului Nagasaki la 9 august 1945.

Termenul armă de distrugere în masă este folosit pentru a denumi acele arme capabile să ducă la moartea unui mare număr de oameni. Astfel de arme sunt cele nucleare, biologice, chimice și radiologice.
Multe tipuri de arme de distrugere în masă au efecte secundare deosebit de periculoase pentru mediu (de exemplu, contaminarea radioactivă a mediului sau poluarea chimică).

## Efecte devastatoare
Efectele unei explozii nucleare
- undă de șoc;
- val seismic;
- radiație luminoasă a unei explozii nucleare;
- flux intens de particule de mare energie, raze X și Y - radiații ionizante;
- impuls electromagnetic;
- contaminare nucleară a produselor;

Efectele armelor chimice
- prezența substanței toxice în diferite forme (gaze, aerosoli, la  suprafața obiectelor);
- contaminarea chimică a aerului, apei și solului;

Durata de acțiune este diferită în funcție de tipul substanței toxice  și de condițiile meteorologice.
Efectele armei biologice
- germeni periculoși pentru viața umană (sau pentru alte creaturi);
- microbi cauzatori de boli (pulverizați pe suprafata obiectelor.);

(Intervalul poate varia în funcție de biologia microbilor cauzatori de boli și de condițiile externe de la câteva ore sau zile la zeci de ani (focare naturale de antrax există de cel puțin zeci de ani).